# Final de la Copa d'Europa de futbol de 1963
La final de la Copa d'Europa de 1963 va ser un partit de futbol jugat a l'estadi de Wembley a Londres, Anglaterra, el 22 de maig de 1963 com a cloenda de la Copa d'Europa de 1962-63.
El partit el van disputar l'AC Milan d'Itàlia i el Benfica de Portugal, bicampió, i va ser la primera final que no va comptar amb un equip de la Federació Espanyola.
Un doblet de José Altafini va ajudar el Milan a aconseguir una victòria per 2-1 i guanyar el trofeu per primera vegada.

## Rerefons
El Benfica havia guanyat les dues edicions anteriors de la competició, derrotant el Barça per 3-2 a la final de 1961 i el Reial Madrid per 5-3 a la final de 1962.
L'AC Milan ja havia disputat la final una vegada anteriorment, perdent per 3-2 contra el Reial Madrid el 1958.
Aquesta va ser la vuitena final de la Copa d'Europa i la primera que no va comptar amb un club de la Federació Espanyola. El Reial Madrid havia disputat sis de les set finals anteriors, mentre que el Barça va disputar la final de 1961, l'única final anterior que no va comptar amb el Reial Madrid.

## Ruta cap a la final
| AC Milan         | AC Milan | AC Milan | AC Milan | Ronda           | Benfica        | Benfica | Benfica | Benfica |
| ---------------- | -------- | -------- | -------- | --------------- | -------------- | ------- | ------- | ------- |
| Oponent          | Agr.     | Anada    | Tornada  |                 | Oponent        | Agr.    | Anada   | Tornada |
| Union Luxembourg | 14–0     | 8–0 (H)  | 6–0 (A)  | Ronda prelim.   | Bye            | Bye     | Bye     | Bye     |
| Ipswich Town     | 4–2      | 3–0 (H)  | 1–2 (A)  | Primera ronda   | IFK Norrköping | 6–2     | 1–1 (A) | 5–1 (H) |
| Galatasaray      | 8–1      | 3–1 (A)  | 5–0 (H)  | Quarts de final | Dukla Praga    | 2–1     | 2–1 (H) | 0–0 (A) |
| Dundee           | 5–2      | 5–1 (H)  | 0–1 (A)  | Semifinals      | Feyenoord      | 3–1     | 0–0 (A) | 3–1 (H) |

### Benfica
El Benfica es va classificar per a la competició com a defensor del títol i se'ls va concedir un bye a la ronda preliminar.
A la primera ronda, el Benfica es va enfrontar a l'IFK Norrköping de Suècia. Després d'un empat a 1 a l'anada fora de casa, el Benfica va guanyar el partit de tornada per 5-1 a casa per avançar amb un global de 6-2.
El Benfica es va enfrontar al Dukla Praga de Txecoslovàquia als quarts de final. Després que el Benfica guanyés el partit d'anada per 2-1 a casa, els equips van empatar a zero al partit de tornada a Praga, i el Benfica va avançar.
A les semifinals, el Benfica es va enfrontar al Feyenoord dels Països Baixos. Després d'un partit d'anada sense gols a Rotterdam, el Benfica va guanyar el partit de tornada per 3-1 a casa i va avançar a la final.

### Milà
El Milan es va classificar per a la competició com a guanyador de la Serie A 1961–62.
A la ronda preliminar, el Milan va derrotar la Union Sportive Luxemburg per 8-0 a casa a l'anada i per 6-0 a fora a la segona volta, per avançar amb un global de 14-0.
L'Ipswich Town d'Anglaterra va ser el rival del Milà a la primera ronda. Després de guanyar el partit d'anada per 3-0 a casa, el Milan va perdre el partit de tornada fora de casa per 2-1 i va avançar amb un global de 4-2.
El Milan es va enfrontar al Galatasaray de Turquia als quarts de final. Després de guanyar el partit d'anada per 3-1 fora de casa, el Milan va guanyar el partit de tornada per 5-0 a casa i es va classificar amb un global de 8-1.
A les semifinals, els rivals del Milan va ser el Dundee d'Escòcia. Una victòria per 5-1 al partit d'anada a casa va ser seguida d'una derrota per 1-0 al partit de tornada fora de casa, i el Milan va avançar a la final amb un global de 5-2.

## Partit
El Milan va guanyar el partit per 2-1.

### Detalls
| AC Milan          | 2–1     | SL Benfica  |
| ----------------- | ------- | ----------- |
| Altafini 58', 69' | Informe | Eusébio 19' |

| Milan | Benfica |

| GK          | 1  | Giorgio Ghezzi      |
| RB          | 2  | Mario David         |
| LB          | 3  | Mario Trebbi        |
| RH          | 4  | Víctor Benítez      |
| CH          | 5  | Cesare Maldini (c)  |
| LH          | 6  | Giovanni Trapattoni |
| OR          | 7  | Gino Pivatelli      |
| IR          | 8  | Dino Sani           |
| CF          | 9  | José Altafini       |
| IL          | 10 | Gianni Rivera       |
| OL          | 11 | Bruno Mora          |
| Entrenador: |    |                     |
| Nereo Rocco |    |                     |

| GK             | 1  | Costa Pereira      |
| RB             | 2  | Domiciano Cavém    |
| CH             | 3  | Raul Machado       |
| LB             | 4  | Fernando Cruz      |
| RH             | 5  | Humberto Fernandes |
| LH             | 6  | Mário Coluna (c)   |
| OR             | 7  | José Augusto       |
| IR             | 8  | Santana            |
| CF             | 9  | José Torres        |
| IL             | 10 | Eusébio            |
| OL             | 11 | António Simões     |
| Entrenador:    |    |                    |
| Fernando Riera |    |                    |